# Conway (Texas)
Pour les articles homonymes, voir Conway.
Conway est une communauté non incorporée du comté de Carson, dans l’État du Texas, aux États-Unis.
Elle a été fondée en 1892 quand une école y a été créée. Un bureau de poste y a été ouvert en 1903. En 1912 sont construits une église et différents commerces.
Conway se trouve sur le tracé de l'ancienne U.S. Route 66.